# Pseudanthias regalis
Pseudanthias regalis is een straalvinnige vis behorend tot het geslacht Pseudanthias. De vis komt endemisch voor in de wateren rondom Frans-Polynesië.